# Charles Duclerc
Charles Duclerc (ur. 9 listopada 1812, zm. 21 lipca 1888) – francuski polityk czasów III Republiki, premier Francji.
Duclerc urodził się w 1812 roku w Bagnères-de-Bigorre. Od początku kariery politycznej związany z departamentem Landy. W 1848 roku piastował stanowisko ministra finansów.
Po rewolucji uciekł do Hiszpanii. Powrócił w 1871 roku, wybrany do parlamentu z regionu Pireneje Atlantyckie. Od 1876 roku senator dożywotni.
W 1882 roku objął funkcję premiera Francji, zastępując na tym stanowisku Charles’a de Freycineta. 29 stycznia 1883 ustąpił z urzędu na rzecz Armanda Fallièresa.
Charles Duclerc zmarł w Paryżu w 1888 roku w wieku 75 lat.